# ویلیامز (آریزونا)
ویلیامز (به انگلیسی: Williams) شهری در شهرستان کاکانینو ایالت آریزونا است که در سرشماری سال ۲۰۱۰ میلادی، ۳٬۰۲۳ نفر جمعیت داشته است. ویلیامز، به‌طور رسمی در تاریخ ۱۹۰۱ میلادی به‌عنوان یک شهر شناخته شد.